# Max Steel vs El Oscuro Enemigo
Max Steel vs El Oscuro Enemigo (Max Steel vs Dark Rival) es una película de Acción del 2007 de la compañía de Mattel y Rainmaker Entertainment Productions.

## Trama
Max está en una misión: debe recuperar tres magnetos protónicos robados de N-Tek que están siendo lanzados al espacio exterior, Max descubre que el que robó los magnetos es Troy Winter, el ex estrella del circuito de deportes extremos al que Max nunca pudo vencer, se revela que Troy trabaja para Warren Hunter, el antiguo socio de Jefferson Smith que inició su propia compañía, Industrias Eclipse, él usa los magnetos para traer del espacio pedazos del Cometa Morfosos, un poderoso mineral, Max y sus amigos descubren que ha caído otro pedazo del meteorito, y deciden ir a conseguirlo antes que Troy quién llega antes que ellos, pero Max y este tienen un enfrentamiento que termina mal; Troy se dispone a empalar a Max con las cuchillas de su traje, pero una gran roca cae sobre su espalda haciendo que casi caiga hacia el volcán, Max logra sostenerlo, pero accidentalmente lo suelta haciendo que este caiga a la lava, Max piensa que murió, pero en realidad los cristales y la temperatura se fusionan al cuerpo de Troy convirtiéndolo en un mutante, ahora se llama Extroyer, y tiene el poder para extraer y convertirse en cualquier criatura con la que tenga contacto, este ataca a Hunter robándole gran parte de su energía dejándolo débil, Max, Berto y Kat descubren que Extroyer le robó energía a una planta nuclear, Max lo enfrenta y logra devolverle la energía a la planta, más tarde aparece Hunter en N-Tek que en realidad era Extroyer disfrazado, secuestra a Berto, Kat y Jefferson, Max regresa a las instalaciones y se da cuenta de que Extroyer atrapó a sus amigos, y nuevamente sale a enfrentarlo sin darse cuenta de que Elementor logró salir de su celda, Max llega al edificio de Industrias Eclipse donde tiene un enfrentamiento con Extroyer, mientras que Berto, Kat y Jefferson logran liberarse con ayuda de Cohete, el águila de Berto quién le pide ayuda a Max para desactivar la bomba, Max usa contra Extroyer un arma que termina electrocutándolo hasta que aparece Elementor que se transforma en hielo y ataca ferozmente a Max quién trata de alcanzar su arma, Elementor se transforma en metal y se dispone a atacarlo con sus garras, pero Max le da unos golpes tirándolo, nuevamente aparece hasta que llega Extroyer quién se enfrenta a Elementor, Max logra salvar a sus amigos pero la bomba explota haciendo que el puente caiga sobre Elementor que queda inconsciente de forma temporal, Extroyer roba su energía transformándose en él y lo lanza hasta abajo dejándolo inconsciente, Max y Extroyer tienen un enfrentamiento y Extroyer le dice que le traiga más cristales del meteorito, Max usa el adrenalink al 150% trayendo más cristales, pero también termina trayendo el cometa entero que acaba succionando a Extroyer, Jefferson salva a Max de caer y tratan de hacer que reaccione, este despierta y Jefferson le dice a Hunter que debe agradecerle a Max, Hunter se niega, los culpa por los daños a la construcción y les pide que se vayan, mientras que en el espacio se ve al cometa que tiene a Extroyer dentro y termina la película.